# ایدیوتک
ایدیوتک(به انگلیسی: Idioteque) نام هشتمین آهنگ از آلبوم کید ای اثر ردیوهد است.این آهنگ به عنوان گسست گروه به سمت موسیقی الکترونیک شناخته می‌شد.ایدیوتک تقریباً در همه کنسرت‌های ردیوهد بعد از سال۲۰۰۰ اجرا شده و در فهرست ۵۰۰ آهنگ برتر دهه ۲۰۰۰ پیچفورک مدیا در رتبه هشتم قرار گرفت.

## پیش‌زمینه و ضبط
براساس گفته‌های تام یورک:ایده ایدیوتک در واقع برای من نبود،برای جانی بود.جانی یک نسخه ۵۰ دقیقه‌ای از کاری که در استودیو به تنهایی انجام داده بود به من داد.من همه ۵۰ دقیقه را گوش دادم و یک قسمت ۴۰ ثانیه‌ای واقعاً نظرم را جلب کرد.واقعاً کار یک نابغه بود.من آن ۴۰ ثانیه را در آوردم و اینطور بود...

## ترانه و تخیل
یورک به صورت شفاف درباره ترانه آهنگ صحبت نکرده اما ایدیوتک توسط دیگران به عنوان آهنگی با مضمون آخرالزمانی توصیف شده که اشاره‌هایی به حوادث طبیعی وجنگ و شکست‌های تکنولوژی دارد.برخی هواداران معتقدند که آهنگ به گرمایش کره زمین اشاره دارد موضوعی که تام یورک درباره آهن بسیار حرف زده و گفته که آهنگ‌هایی درباره آن هم نوشته است.بسیاری از ترانه‌های ایدیوتک مانند دیگر آهنگ‌های گروه در زمان اجرای زنده دستخوش تغییراتی می‌شدند.